# Grand Prix Formule 1 van Europa 2012
De Grand Prix Formule 1 van Europa 2012 werd gehouden op 24 juni op het Valencia Street Circuit. Het was de achtste race van het kampioenschap en de race was de vijfde editie op dit circuit.

## Wedstrijdverslag

### Achtergrond

#### Minder zitplaatsen
Op 13 juni werd bekend dat de organisatie van de Grand Prix in Valencia het aantal zitplaatsen met 15% zal verminderen om deze vol te krijgen. Op het Valencia Street Circuit kampt men al langer met tegenvallende toeschouwersaantallen, waarvan ook nog eens bijna twee derde van de aangeboden tickets aan buitenlandse geïnteresseerden wordt verkocht.

#### DRS-systeem
Het DRS-systeem, bedoeld voor minder downforce op de rechte stukken, heeft ten opzichte van de race in 2011 een kleine wijziging ondergaan. Net als bij de Canadese Grand Prix zal er ook bij de race in Valencia het tweede DRS-stuk worden weggehaald. Zodoende zal de enige plaats waar de coureurs het systeem tijdens de race mogen gebruiken tussen bocht 10 en 12 liggen en kan het systeem niet meer worden geactiveerd tussen bocht 15 en 17. Het activatiepunt blijft op dezelfde plaats, net na de knik van bocht 7.

### Kwalificatie
Sebastian Vettel behaalde voor Red Bull Racing zijn derde pole position van het seizoen. Zijn teamgenoot Mark Webber wist door problemen met zijn DRS niet verder te komen dan de negentiende plaats. Lewis Hamilton ging voor McLaren naar de tweede startplaats en Pastor Maldonado behaalde voor Williams de derde plaats. Het Lotus-duo Romain Grosjean en Kimi Räikkönen kwalificeerden respectievelijk als vierde en vijfde. Mercedes-coureur Nico Rosberg kwalificeerde als zesde, vlak voor Sauber-coureur Kamui Kobayashi. Nico Hülkenberg en Paul di Resta kwalificeerden voor Force India als achtste en tiende, met enkel McLaren-coureur Jenson Button tussen hen in.
Timo Glock reed niet in de kwalificatie. De Marussia-coureur kampt met een buikgriep. Van de wedstrijdleiding mocht hij de race starten, maar hij werd niet fit genoeg bevonden en startte de race dus niet.

### Race
Fernando Alonso behaalde voor Ferrari zijn tweede zege van het seizoen en is hiermee de eerste coureur in 2012 die twee overwinningen behaalt. Kimi Räikkönen werd voor Lotus tweede en Michael Schumacher behaalde voor Mercedes zijn eerste podium sinds zijn Formule 1-terugkeer in 2010. Mark Webber hield voor Red Bull de schade beperkt met een vierde plaats, terwijl teamgenoot Sebastian Vettel met aandrijvingsproblemen moest opgeven. Het Force India-duo Nico Hülkenberg en Paul di Resta eindigden respectievelijk als vijfde en zevende, met enkel de Mercedes van Nico Rosberg tussen hen in. Jenson Button eindigde op de achtste plaats in de McLaren en Sergio Pérez (Sauber) werd negende. Lewis Hamilton en Pastor Maldonado kwamen in de voorlaatste ronde met elkaar in aanraking in gevecht om de derde plek. Hamilton viel uit, Maldonado eindigde met een afgebroken voorvleugel nog op de tiende plaats. Na de race kreeg hij echter 20 seconden straf als gevolg van deze actie en werd hij twaalfde. Teamgenoot Bruno Senna kreeg hiermee de tiende plaats en het laatste punt in de schoot geworpen.
Kamui Kobayashi kwam in botsing met Ferrari-coureur Felipe Massa. Hiervoor krijgt Kobayashi een gridpenalty van vijf plaatsen voor de volgende race. Ook Toro Rosso-coureur Jean-Éric Vergne veroorzaakte een vermijdbaar ongeluk met de Caterham van Heikki Kovalainen, waar hij 10 plaatsen straf voor de volgende race voor krijgt.

## Vrije trainingen
- Er wordt enkel de top 5 weergegeven.

| Vrije training 1 | Pos | No | Coureur            | Constructeur            | Tijd     |
| ---------------- | --- | -- | ------------------ | ----------------------- | -------- |
| Vrije training 1 | 1   | 18 | Pastor Maldonado   | Williams-Renault        | 1:40.890 |
| Vrije training 1 | 2   | 1  | Sebastian Vettel   | Red Bull Racing-Renault | 1:40.973 |
| Vrije training 1 | 3   | 2  | Mark Webber        | Red Bull Racing-Renault | 1:40.984 |
| Vrije training 1 | 4   | 3  | Jenson Button      | McLaren-Mercedes        | 1:40.994 |
| Vrije training 1 | 5   | 5  | Fernando Alonso    | Ferrari                 | 1:41.065 |
| Vrije training 2 | Pos | No | Coureur            | Constructeur            | Tijd     |
| Vrije training 2 | 1   | 1  | Sebastian Vettel   | Red Bull Racing-Renault | 1:39.334 |
| Vrije training 2 | 2   | 12 | Nico Hülkenberg    | Force India-Mercedes    | 1:39.465 |
| Vrije training 2 | 3   | 14 | Kamui Kobayashi    | Sauber-Ferrari          | 1:39.595 |
| Vrije training 2 | 4   | 7  | Michael Schumacher | Mercedes                | 1:39.601 |
| Vrije training 2 | 5   | 19 | Bruno Senna        | Williams-Renault        | 1:39.644 |
| Vrije training 3 | Pos | No | Coureur            | Constructeur            | Tijd     |
| Vrije training 3 | 1   | 3  | Jenson Button      | McLaren-Mercedes        | 1:38.562 |
| Vrije training 3 | 2   | 10 | Romain Grosjean    | Lotus-Renault           | 1:38.655 |
| Vrije training 3 | 3   | 9  | Kimi Räikkönen     | Lotus-Renault           | 1:38.759 |
| Vrije training 3 | 4   | 12 | Nico Hülkenberg    | Force India-Mercedes    | 1:38.819 |
| Vrije training 3 | 5   | 11 | Paul di Resta      | Force India-Mercedes    | 1:38.892 |

Testcoureurs: 
- Jules Bianchi (Force India-Mercedes; P15)
- Valtteri Bottas (Williams-Renault; P16)

## Kwalificatie
| Pos                 | No | Coureur            | Constructeur            | Q1        | Q2       | Q3       | Grid |
| ------------------- | -- | ------------------ | ----------------------- | --------- | -------- | -------- | ---- |
| 1                   | 1  | Sebastian Vettel   | Red Bull Racing-Renault | 1:39.626  | 1:38.530 | 1:38.086 | 1    |
| 2                   | 4  | Lewis Hamilton     | McLaren-Mercedes        | 1:39.169  | 1:38.616 | 1:38.410 | 2    |
| 3                   | 18 | Pastor Maldonado   | Williams-Renault        | 1:38.825  | 1:38.570 | 1:38.475 | 3    |
| 4                   | 10 | Romain Grosjean    | Lotus-Renault           | 1:39.530  | 1:38.489 | 1:38.505 | 4    |
| 5                   | 9  | Kimi Räikkönen     | Lotus-Renault           | 1:39.464  | 1:38.531 | 1:38.513 | 5    |
| 6                   | 8  | Nico Rosberg       | Mercedes                | 1:39.061  | 1:38.504 | 1:38.623 | 6    |
| 7                   | 14 | Kamui Kobayashi    | Sauber-Ferrari          | 1:39.651  | 1:38.703 | 1:38.741 | 7    |
| 8                   | 12 | Nico Hülkenberg    | Force India-Mercedes    | 1:39.009  | 1:38.689 | 1:38.752 | 8    |
| 9                   | 3  | Jenson Button      | McLaren-Mercedes        | 1:39.622  | 1:38.563 | 1:38.801 | 9    |
| 10                  | 11 | Paul di Resta      | Force India-Mercedes    | 1:38.858  | 1:38.519 | 1:38.992 | 10   |
| 11                  | 5  | Fernando Alonso    | Ferrari                 | 1:39.409  | 1:38.707 |          | 11   |
| 12                  | 7  | Michael Schumacher | Mercedes                | 1:39.447  | 1:38.770 |          | 12   |
| 13                  | 6  | Felipe Massa       | Ferrari                 | 1:39.388  | 1:38.780 |          | 13   |
| 14                  | 19 | Bruno Senna        | Williams-Renault        | 1:39.449  | 1:39.207 |          | 14   |
| 15                  | 15 | Sergio Pérez       | Sauber-Ferrari          | 1:39.353  | 1:39.358 |          | 15   |
| 16                  | 20 | Heikki Kovalainen  | Caterham-Renault        | 1:40.087  | 1:40.295 |          | 16   |
| 17                  | 16 | Daniel Ricciardo   | STR-Ferrari             | 1:39.924  | 1:40.358 |          | 17   |
| 18                  | 17 | Jean-Éric Vergne   | STR-Ferrari             | 1:40.203  |          |          | 18   |
| 19                  | 2  | Mark Webber        | Red Bull Racing-Renault | 1:40.395  |          |          | 19   |
| 20                  | 21 | Vitaly Petrov      | Caterham-Renault        | 1:40.457  |          |          | 20   |
| 21                  | 22 | Pedro de la Rosa   | HRT-Cosworth            | 1:42.171  |          |          | 21   |
| 22                  | 23 | Narain Karthikeyan | HRT-Cosworth            | 1:42.527  |          |          | 22   |
| 23                  | 25 | Charles Pic        | Marussia-Cosworth       | 1:42.675  |          |          | 23   |
| 107% tijd: 1:45.742 |    |                    |                         |           |          |          |      |
| 24                  | 24 | Timo Glock         | Marussia-Cosworth       | geen tijd |          |          | DNS  |

## Race
| Pos | No | Coureur            | Constructeur            | Rondes | Tijd/Oorzaak uitval | Grid | Punten |
| --- | -- | ------------------ | ----------------------- | ------ | ------------------- | ---- | ------ |
| 1   | 5  | Fernando Alonso    | Ferrari                 | 57     | 1:44:16.649         | 11   | 25     |
| 2   | 9  | Kimi Räikkönen     | Lotus-Renault           | 57     | +6.421              | 5    | 18     |
| 3   | 7  | Michael Schumacher | Mercedes                | 57     | +12.639             | 12   | 15     |
| 4   | 2  | Mark Webber        | Red Bull Racing-Renault | 57     | +13.628             | 19   | 12     |
| 5   | 12 | Nico Hülkenberg    | Force India-Mercedes    | 57     | +19.993             | 8    | 10     |
| 6   | 8  | Nico Rosberg       | Mercedes                | 57     | +21.176             | 6    | 8      |
| 7   | 11 | Paul di Resta      | Force India-Mercedes    | 57     | +22.866             | 10   | 6      |
| 8   | 3  | Jenson Button      | McLaren-Mercedes        | 57     | +24.653             | 9    | 4      |
| 9   | 15 | Sergio Pérez       | Sauber-Ferrari          | 57     | +27.777             | 15   | 2      |
| 10  | 19 | Bruno Senna        | Williams-Renault        | 57     | +35.961             | 14   | 1      |
| 11  | 16 | Daniel Ricciardo   | STR-Ferrari             | 57     | +37.041             | 17   |        |
| 12  | 18 | Pastor Maldonado   | Williams-Renault        | 57     | +54.630             | 3    |        |
| 13  | 21 | Vitaly Petrov      | Caterham-Renault        | 57     | +1:15.871           | 20   |        |
| 14  | 20 | Heikki Kovalainen  | Caterham-Renault        | 57     | +1:34.654           | 16   |        |
| 15  | 25 | Charles Pic        | Marussia-Cosworth       | 57     | +1:36.551           | 23   |        |
| 16  | 6  | Felipe Massa       | Ferrari                 | 56     | +1 ronde            | 13   |        |
| 17  | 22 | Pedro de la Rosa   | HRT-Cosworth            | 56     | +1 ronde            | 21   |        |
| 18  | 23 | Narain Karthikeyan | HRT-Cosworth            | 56     | +1 ronde            | 22   |        |
| 19  | 4  | Lewis Hamilton     | McLaren-Mercedes        | 55     | Ongeluk             | 2    |        |
| DNF | 10 | Romain Grosjean    | Lotus-Renault           | 40     | Wisselstroomdynamo  | 4    |        |
| DNF | 1  | Sebastian Vettel   | Red Bull Racing-Renault | 33     | Wisselstroomdynamo  | 1    |        |
| DNF | 14 | Kamui Kobayashi    | Sauber-Ferrari          | 33     | Schade ongeluk      | 7    |        |
| DNF | 17 | Jean-Éric Vergne   | STR-Ferrari             | 26     | Schade ongeluk      | 18   |        |
| DNS | 24 | Timo Glock         | Marussia-Cosworth       | 0      | Ziek                | DNS  |        |

## Standen na de Grand Prix
- Er wordt enkel de top 5 weergegeven.

### Coureurs
| Positie | Nummer | Rijder           | Team                    | Punten |
| ------- | ------ | ---------------- | ----------------------- | ------ |
| 1       | 5      | Fernando Alonso  | Ferrari                 | 111    |
| 2       | 2      | Mark Webber      | Red Bull Racing-Renault | 91     |
| 3       | 4      | Lewis Hamilton   | McLaren-Mercedes        | 88     |
| 4       | 1      | Sebastian Vettel | Red Bull Racing-Renault | 85     |
| 5       | 8      | Nico Rosberg     | Mercedes                | 75     |

### Constructeurs
| Positie | Nummers | Team                    | Rijders                         | Punten |
| ------- | ------- | ----------------------- | ------------------------------- | ------ |
| 1       | 1 2     | Red Bull Racing-Renault | Sebastian Vettel Mark Webber    | 176    |
| 2       | 3 4     | McLaren-Mercedes        | Jenson Button Lewis Hamilton    | 137    |
| 3       | 9 10    | Lotus-Renault           | Kimi Räikkönen Romain Grosjean  | 126    |
| 4       | 5 6     | Ferrari                 | Fernando Alonso Felipe Massa    | 122    |
| 5       | 7 8     | Mercedes                | Michael Schumacher Nico Rosberg | 92     |